# Košetice (okres Pelhřimov)
Obec Košetice (německy Koschetitz) se nachází v okrese Pelhřimov v Kraji Vysočina. Žije zde 752 obyvatel.

## Historie
První písemná zmínka o obci pochází z roku 1352. Od roku 1360 jsou uváděni zemané z Košetic. Později patřila Vojslavským z Vojslavic, Trčkům z Lípy a roku 1596 ji koupil Mikuláš Beřkovský z Šebířova, jeho potomci zde vystavěli tzv. starý zámek. V letech 1788 až 1796 zde fungovala sklárna o 10 pánvích založena skelmistrem J. J. Seidlem. Veškeré objekty musel postavit skelmistr vlastním nákladem. Od vrchnosti nakoupil potřebné stavební materiály za běžné ceny. Smlouva s vrchností byla uzavřena na dobu 6 let. Postavené objekty měl skelmistr za povinnost udržovat v dobrém stavu a po vypršení smlouvy se měly stát majetkem vrchnosti. Skelmistr mohl získávat bezplatně křemen na polích, ale za podmínky, že nesmí dojít k poškození polí. Skelmistr také nesměl vyrábět potaš pro svou potřebu. Mezi zde pracující zručné skláře patřil i Josef Nachtman, který po uzavření sklárny založil spolu s Antonínem Zopfem sklárnu v Palčicích.

## Školství
- Základní škola a mateřská škola Košetice

## Pamětihodnosti
- Starý a nový zámek
- Kočičí hrádek - středověké opevnění 2 km východně od vsi v hornatém terénu nad Martinickým potokem. Zanikl požárem v 15. století. Protože se nachází na hranici katastrů, mohlo se jednat o strážnici.[4]
- Kostel svatého Jana Křtitele
- Kaple Bolestí Kristových
- Židovský hřbitov
- Socha svatého Jana Nepomuckého
- Milník na návsi
- 250 metrů vysoký stožár severozápadně od obce vybudovaný v roce 2012: slouží meteorologickému ústavu pro měření parametrů atmosféry, nikoliv pro vysílání.[5]Je součástí atmosférické stanice Křešín.

## Osobnosti
- Jan Josef Wirch (1731–1802), architekt a stavitel období pozdního baroka a rokoka
- Od roku 1910 zde hospodařil Karel Prášek (1868–1932), agrární politik

## Části obce
- Košetice
- Nová Ves

Od 1. dubna 1976 do 30. června 1990 k obci patřila i Arneštovice, od 1. dubna 1976 do 31. prosince 1991 Chýstovice a Chyšná a od 1. července 1985 do 31. prosince 1991 také Babice.